# Senago
Senago (Senagh in dialetto milanese, AFI: [seˈnɑːk]) è un comune italiano di 21 621 abitanti della città metropolitana di Milano in Lombardia.

## Geografia fisica
Senago è situato circa 14 chilometri a nord ovest dal centro di Milano a un'altitudine di 169 m s.l.m.
La conformazione geologica del territorio comprende una parte a base fangosa con presenza di detriti sassosi, sabbia e ghiaia ed una parte a base argillosa ricca di ferro. Tale conformazione è testimoniata dalla presenza sul territorio di cave di sabbia (ancora in funzione), sia delle cave di argilla (ormai dismesse ma comunque attive nell'importazione) per la produzione di laterizi.
Parte dei territori comunali sono inclusi nell'area del Parco delle Groane; inoltre il territorio comunale è attraversato dal Canale Villoresi.
Nel territorio scorrono i torrenti Garbogera, Pudiga, Lombra, e Cisnara.
Confina a nord con Limbiate, a sud con Bollate, a est con Paderno Dugnano, a ovest con Garbagnate Milanese e a nord-ovest con Cesate.

## Origini del nome
Il nome del luogo è di origine germanica derivando dal longobardo snaida, "tacca incisa in un albero come segno di confine di una proprietà". Incaricati della ticlatura aut snaida erano i silvani (< lat.) e i wadelamnni (germ.). Dunque Senago potrebbe significare "luogo segnato da una snaida".

## Storia

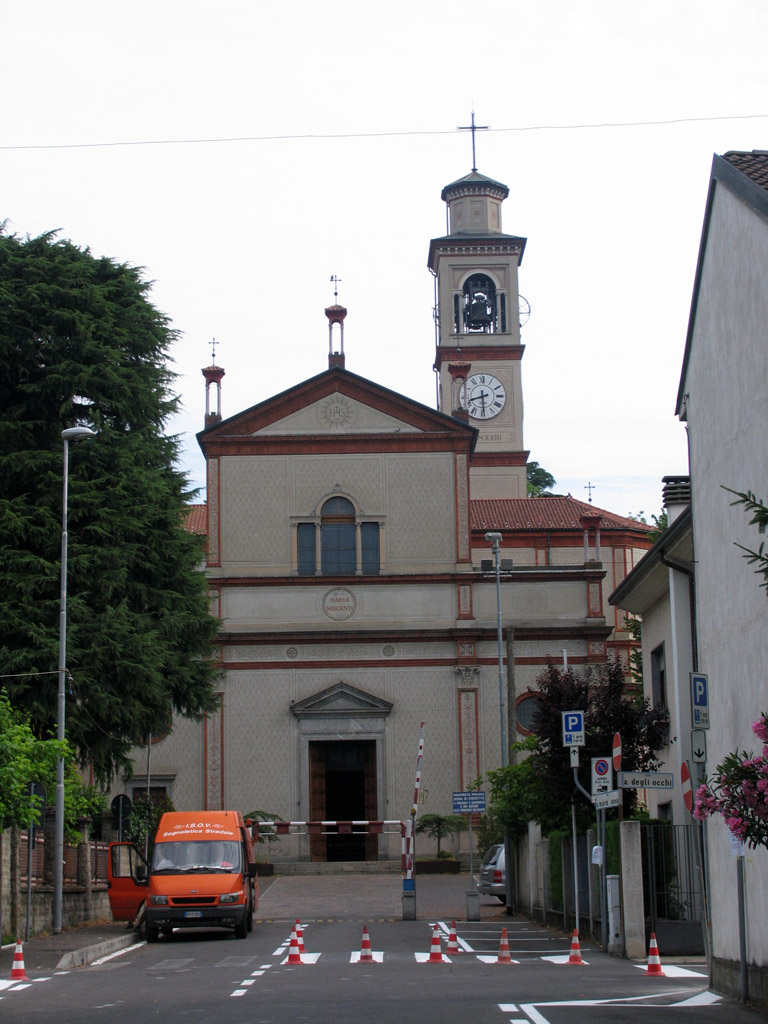
Chiesa di Santa Maria Nascente

Il toponimo Senago e quello della vicina località Senaghino avrebbero origine romana (come ipotizzato anche dallo storico Dante Olivieri nel suo Dizionario di Toponomastica), anche se la zona, come quasi tutti i comuni adiacenti, fu abitata dai Celti ben prima dell'arrivo dei Romani. A favore di quest'ultima ipotesi c'è l'epigrafe murata all'esterno di villa San Carlo Borromeo e datata 1814, che spiega il toponimo con sanus aer o sanus ager, dove ager è un tipico suffisso celtico.
Senago fece parte del feudo di Desio e venne donato nel 1476 da Galeazzo Maria Sforza a Lucia Marliani.
In seguito passò a Tommaso Readino, ai Gallarati, al nobile Giovanni Manriquez e alla sua famiglia, cui appartenne dal 1580 al 1779, anno in cui l'investitura passò al marchese Pietro Secco Comneo. Nel 1771 contava 1 201 abitanti. Il governo di Napoleone espanse molto il comune, che nel 1809 annesse Pinzano e nel 1811 incorporò Cassina Amata e Cassina Nuova, ma tali cambiamenti furono annullati dagli austriaci nel 1816.
Nel Seicento, il cardinale Federico Borromeo rilevò una villa sul ciglio orientale dell'altopiano delle Groane e vi ospitò alcuni seminaristi e teologi durante l'epidemia di peste del 1630. Il nobile prelato morì nel 1631, troppo presto perché venissero svolti restauri radicali. Fu Gilberto IV Borromeo, divenuto in seguito vescovo di Novara e cardinale, a concepire la ristrutturazione della vecchia dimora patrizia.
Il progetto iniziale, affidato a Filippo Cagnola, prevedeva una sostanziale trasformazione dell'antica struttura in un palazzo monumentale, incentrato su un cortile aperto a settentrione. Soltanto nel nostro secolo però, i lavori vennero ultimati, con l'intervento degli architetti milanesi Fausto e Giuseppe Bagatti Valsecchi.
Molte altre residenze signorili, dedicate allo svago e all'evasione dalla vita cittadina, sorsero nel XVII e XVIII secolo nei dintorni di Senago. Col tempo tali dimore diventarono il fulcro di una riorganizzazione del paesaggio agrario in grandi aziende padronali.
Altre ville resistono ancora oggi all'usura del tempo:
- Villa Corbella-Martinelli-Sioli;
- Villa Po Degli Occhi, di costruzione settecentesca, conserva affreschi di gusto neoclassico nel corpo centrale. La dimora residenziale è dotata di una torre belvedere che si affaccia su un suggestivo parco. Attualmente sono in corso lavori di restauro;
- Villa Verzolo-Monzini, ora di proprietà comunale, fu fatta costruire dalla famiglia Monzini verso la metà del XVIII secolo. Inizialmente l'edificio svolgeva una funzione agricola. Solo verso il 1850, in vista delle nozze di un componente della famiglia, venne deciso di trasformare l'edificio in villa, realizzando quindi anche i soffitti affrescati che si possono ancora vedere. La villa, sede della biblioteca comunale, sorge all'interno di un parco all'inglese aperto al pubblico;
- Villa Ponti, in stile neogotico è circondata da un vasto parco, in mezzo al quale sopravvivono i ruderi di una torre di epoca viscontea.

Nel 2023, Senago diviene particolarmente nota in quanto luogo dove è avvenuto l'omicidio di Giulia Tramontano.

### Simboli
Lo stemma del comune è stato concesso con regio decreto del 24 gennaio 1929.
Il cesto è ripreso dal blasone della famiglia spagnola dei Manriquez che, tra il 1580 e il 1791, furono signori del luogo, quando Senago faceva parte del feudo di Desio.
Il corno ricorda che la zona è stata un importante territorio di caccia, specialmente all'epoca del duca Gian Galeazzo Visconti.
Il gonfalone, concesso con D.P.R. del 12 dicembre 2006, è un drappo troncato di azzurro e di bianco.

## Società

### Evoluzione demografica
Abitanti censiti

### Etnie e minoranze straniere
Secondo le statistiche ISTAT al 31 dicembre 2019 la popolazione straniera residente nel comune era di 1 762 persone, pari all'8.15% della popolazione.
Le nazionalità maggiormente rappresentate in base alla loro percentuale sul totale della popolazione residente erano:
- Romania 405
- Albania 173
- Egitto 159
- Cina 128
- Ucraina 124
- Ecuador 100
- Perù 76
- Pakistan 51
- Senegal 45
- Bangladesh 35

## Geografia antropica
Il territorio comunale non è suddiviso in frazioni. Tuttavia, al suo interno, oltre al centro di Senago, si possono trovare le seguenti località: Castelletto, Lazzaretto, Senaghino, Mascagni e Villaggio Gaggiolo.

## Infrastrutture e trasporti
La località Castelletto fino al 2022 era servita dalla tranvia Milano-Limbiate. Attualmente la linea è servita dai bus 165 ATM per tutta la durata del servizio.

## Amministrazione

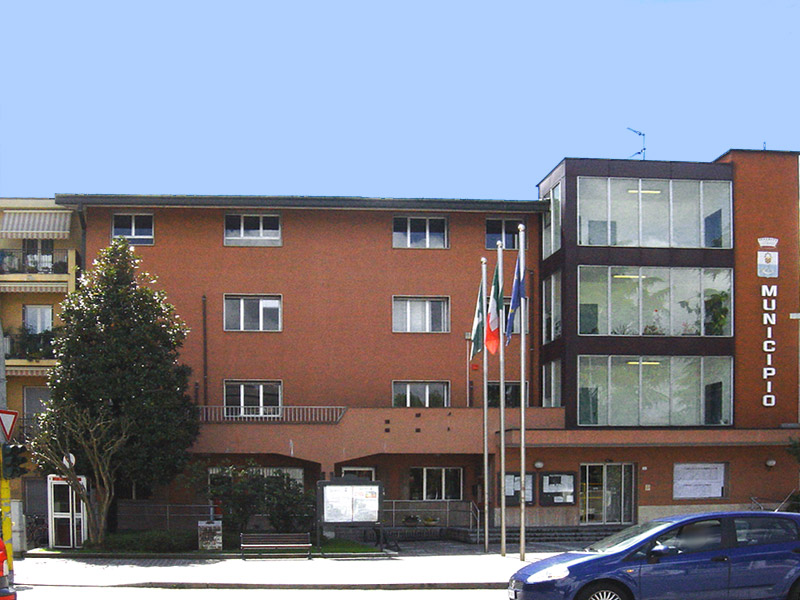
Municipio di Senago

### Sindaci
| Periodo | Periodo   | Primo cittadino     | Partito                            | Carica                  | Note                |
| ------- | --------- | ------------------- | ---------------------------------- | ----------------------- | ------------------- |
| 1995    | 2004      | Lino Maria Pogliani | Partito Democratico della Sinistra | Sindaco                 | 2º mandato dal 1999 |
| 2004    | 2009      | Enrico Chiesa       | Indipendente di centro-sinistra    | Sindaco                 |                     |
| 2009    | 2011      | Franca Rossetti     | Il Popolo della Libertà            | Sindaco                 |                     |
| 2011    | 2012      | Anna Aida Bruzzese  |                                    | Commissario prefettizio |                     |
| 2012    | 2017      | Lucio Fois          | Partito Democratico                | Sindaco                 |                     |
| 2017    | in carica | Magda Beretta       | Lega                               | Sindaco                 | 2º mandato dal 2022 |

### Gemellaggi
- Acquasanta Terme

## Sport
- Centro Karate Shotokan a.s.d.
- Senago Nuoto
- Atletica Virtus Groane[13]
- Senago Calcio
- Polis Senago (Basket - Calcio - Volley - Ginnastica)
- Senago Baseball Club
- PGS Volley Senago
- Ciclismo Gsb
- G.S. Mascagni
- PGS Senago
- Associazione Volo Groane
- A.S.D Pedale Senaghese
- Ciclamanti Senago
- Senago noi e la Città
- U.S. Stella del Sud